# Velódromo Olímpico (Seúl)
El Velódromo Olímpico o el Centro de Ciclismo (en coreano: 사이클 경기장) es un recinto deportivo ubicado en el Parque Olímpico en la ciudad de Seúl, la capital del país asiático de Corea del Sur. Fue sede de los eventos de ciclismo de pista de los Juegos Olímpicos de 1988. Fue construido en un período que empezó en septiembre de 1984 y concluyó en abril de 1986, tiene una capacidad para 6000 espectadores.